# Dubowe
Dubowe (ukrainisch Дубове; russisch Дубовое/Dubowoje, deutsch selten Dombo/Dombau, slowakisch Dubové, ungarisch Dombó, rumänisch Dâmbu) ist eine Siedlung städtischen Typs in der westlichen Ukraine (Oblast Transkarpatien, Rajon Tjatschiw) etwa 33 Kilometer nordöstlich der Stadt Tjatschiw.

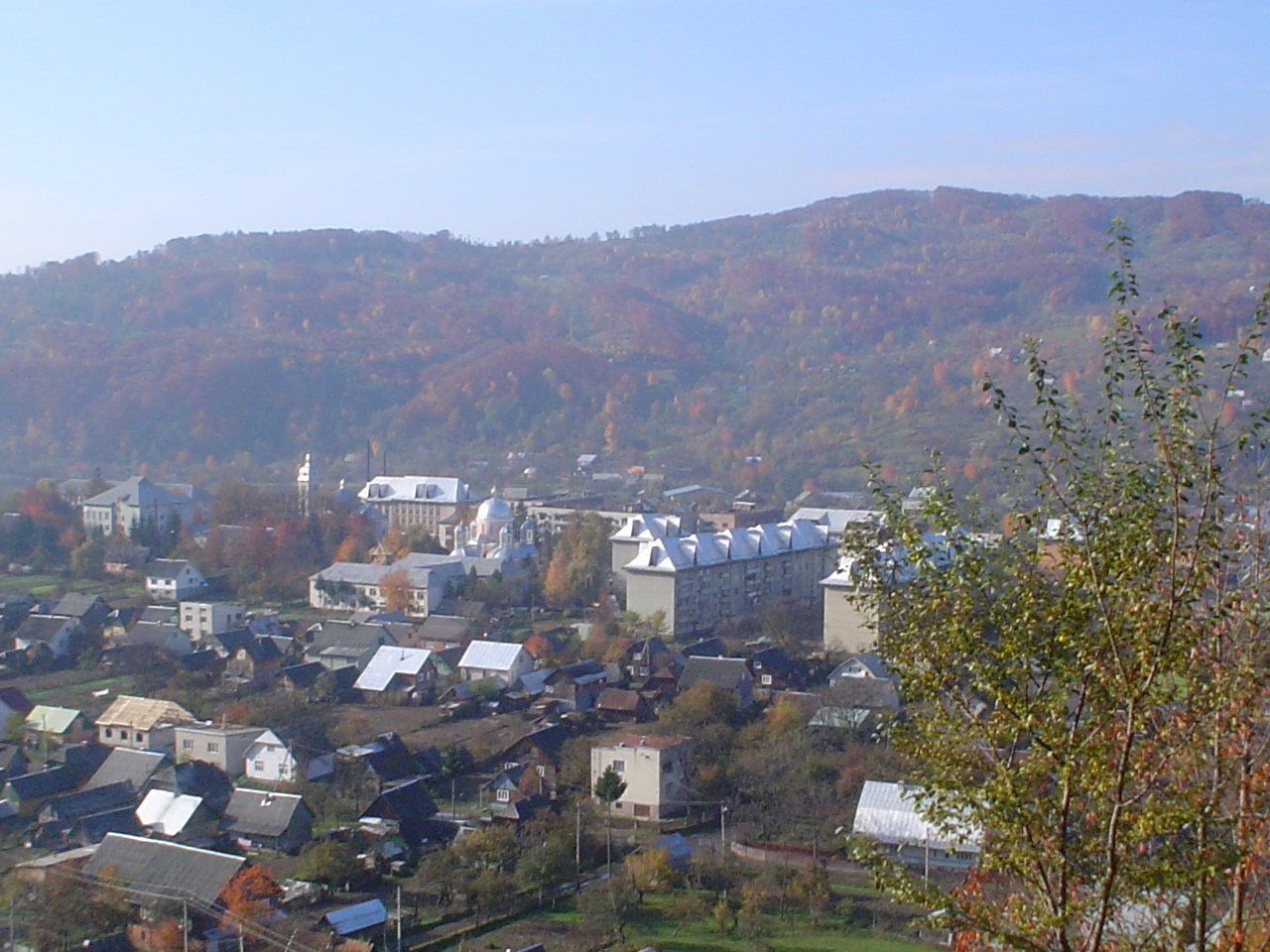
Blick in den Ort

Der etwa 9200 Einwohner zählende Ort liegt im Tal der Tereswa inmitten der Berge der Karpaten. Der Name des Ortes leitet sich vom slawischen Wort für Eiche ab.

## Verwaltung
Am 12. Juni 2020 wurde die Siedlung städtischen Typs zusammen mit 4 umliegenden Dörfern zum Zentrum der neu gegründeten Siedlungsgemeinde Dubowe (Дубівська селищна громада/Dubiwska selyschtschna hromada) im Rajon Tjatschiw. Bis dahin bildete sie zusammen mit den Dörfern Nyschnij Dubowez und Wyschnij Dubowez die Siedlungratsgemeinde Dubowe (Дубівська селищна рада/Dubiwska selyschtschna rada).
Folgende Orte sind neben dem Hauptort Dubowe ein Teil der Gemeinde:
| Name                     | Name            | Name                             | Name               | Name                          | Name    |
| ukrainisch transkribiert | ukrainisch      | russisch                         | slowakisch         | ungarisch                     | deutsch |
| ------------------------ | --------------- | -------------------------------- | ------------------ | ----------------------------- | ------- |
| Kalyny                   | Калини          | Калины (Kaliny)                  | Kaliny             | Alsókálinfalva                | -       |
| Krasna                   | Красна          | Красна                           | Krasná, Krasnišora | Tarackraszna                  | -       |
| Nyschnij Dubowez         | Нижній Дубовець | Нижний Дубовец (Nischni Dubowez) | Nižní Dubovec      | Alsópatakvölgy                | -       |
| Wyschnij Dubowez         | Вишній Дубовець | Вышний Дубовец (Wyschni Dubowez) | Vyšní Dubovec      | Felsőpatakvölgy, Felsődubovec | -       |

## Geschichte
Der Ort gewann an Bedeutung, als die lokale Forstverwaltung Waldarbeiter aus Böhmen und Zipser, die den deutschen Dialekt Mantakisch sprachen, anwarb, die sich in der Gegend niederließen.
1910 lag er im Königreich Ungarn im Komitat Máramaros. Nach dem Ende des Ersten Weltkrieges kam er dann zur neu entstandenen Tschechoslowakei (als Teil der Karpatenukraine) und wurde nach dem Ende des Zweiten Weltkrieges an die UdSSR abgetreten. 1971 erhielt der Ort dann den Status einer Siedlung städtischen Typs.

## Allgemeines
1969 wurde hier eine Fabrik zur Hubschrauberproduktion eingerichtet.